# Molophilus rostriferus
Molophilus rostriferus är en tvåvingeart som beskrevs av Alexander 1943. Molophilus rostriferus ingår i släktet Molophilus och familjen småharkrankar. Inga underarter finns listade i Catalogue of Life.